# Brian Chrøis
Brian Chrøis (født 12. november 1959) er en dansk tidligere fodboldspiller, der scorede 68 mål i 239 kampe som defensiv midtbanespiller for Brøndby IF. 
Han fik sin landsholdsdebut den 15. november 1983, da han startede inde imod Grækenland. Han scorede et mål i syv kampe for Danmarks fodboldlandshold.

## Eksterne Henvisninger
- Brian Chrøis' spillerprofil i DBU's Landsholdsdatabase
- Brian Chrøis' spillerprofil på Transfermarkt (engelsk)
- Brian Chrøis' trænerprofil på Transfermarkt (engelsk)
- Brian Chrøis' profil hos FootballDatabase.eu (engelsk)
- Mads Rømert, "Fuldtidsproffen: Chrøis var første prof i Brøndby", Jyllands-Posten, 4. september 2000
- Brian Chrøis Arkiveret 29. september 2007 hos  Wayback Machine på Avartas hjemmeside